# Xã Skandia, Michigan
Xã Skandia (tiếng Anh: Skandia Township) là một xã thuộc quận Marquette, tiểu bang Michigan, Hoa Kỳ. Năm 2010, dân số của xã này là 826 người.